# 世界历史文化名城博览会
世界历史文化名城博览会（World Historical & Cultural Cities Expo），简称名城会（WHCCE），是在中国南京市舉行的一项国际文化活動。名城会每两年举办一次，首届举行于2004年。名城会由中华人民共和国文化部、住房和城乡建设部、国家文物局和中国联合国教科文组织全国委员会主办，南京市人民政府、江蘇省文化和旅游厅、江苏省住房和城乡建设厅承办。从第一届到第八届先后有来自74个国家和地区的276个国内外文化名城市长参加。2013年5月，名城会组委会与联合国教科文组织签订战略合作协议。

## 历届主题
| 届数 | 举办年份 | 举办日期           | 主题                             |
| ---- | -------- | ------------------ | -------------------------------- |
| 1    | 2004年   | 4月30日至5月6日    | 古都南京·山水人家                |
| 2    | 2006年   | 9月22日至9月28日   | 促进文化发展、构建和谐城市       |
| 3    | 2008年   | 11月3日至11月7日   | 汇聚世界文化，共享城市和谐       |
| 4    | 2010年   | 10月20日至10月24日 | 文化，让城市更精彩               |
| 5    | 2012年   | 9月5日至9月9日     | 创意，让城市绽放青春             |
| 6    | 2014年   | 9月26日至9月27日   | 保护文化遗产，推动城市可持续发展 |
| 7    | 2016年   | 10月23日至10月26日 | 多元·开放·创造                   |
| 8    | 2018年   | 5月26日至5月28日   | 互鉴·分享·共赢                   |

## 城市列表
| 中国城市 | 南京     | 洛阳       | 北京           | 西安       |
| 中国城市 | 敦煌     | 开封       | 郑州           | 安阳       |
| 中国城市 | 长沙     | 承德       | 淮安           | 成都       |
| 中国城市 | 丽江     | 平遥       | 合肥           | 常州       |
| 中国城市 | 桂林     | 哈尔滨     |                |            |
| 国外城市 | 维也纳   | 米兰       | 布达佩斯       | 圣彼得堡   |
| 国外城市 | 巴黎     | 墨尔本     | 佛罗伦萨       | 斯特拉斯堡 |
| 国外城市 | 洛杉矶   | 珀斯       | 布宜诺斯艾利斯 | 伯尔尼     |
| 国外城市 | 京都     | 名古屋     | 札幌           | 全州       |
| 国外城市 | 罗马     | 马赛       | 奥克兰         | 哈塞尔特   |
| 国外城市 | 巴塞罗那 | 斯德哥尔摩 | 克拉科夫       | 布隆方丹   |
| 国外城市 | 洛桑     | 胡志明市   | 埃因霍温       | 大田       |
| 国外城市 | 莱比锡   | 罗托路亞   | 哥廷根         | 马六甲     |

## 历届大会

### 第一届
第一届世界历史文化名城博览会，又名“2004名城会·居住文化展”，于2004年4月30日在南京国际会展中心举行，主题为“古都南京·山水人家”。前来参加的有巴塞罗那、佛洛伦萨、京都、巴黎、圣彼得堡、维也纳等11座国外城市，北京、杭州、西安、郑州、洛阳、开封、安阳七大古都和承德、丽江、平遥等世界文化遗产城市。共同探讨世界历史文化名城的文化交流与遗产保护，并发表《南京宣言》。

### 第二届
第二届世界历史文化名城博览会，于2006年9月22日在南京中华门城堡举行，主题为“促进文化发展、构建和谐城市”。53位中外名城市长，3000多位国内外嘉宾來訪南京。名城会拥有4.3万平方米展厅、1500个标准展位、20项子活动、各类展品总量超过200万件，现场总交易额突破2000万元，意向交易额近1.5亿元。。

### 第三届
第三届世界历史文化名城博览会，于2008年11月3日在南京白鹭洲公园举行，主题为“汇聚世界文化，共享城市和谐”。本届名城会举办开闭幕式、主题论坛、文化展览、文化产业交易会、文化节庆、文艺演出、文化赛事、文化旅游、文化主题活动、狂欢节等10类共110项活动。与会嘉宾有联合国副秘书长沙祖康等联合国官员，国家部委、省市领导和部分来宁参加第四届世界城市论坛的国内外嘉宾。

### 第四届
第四届世界历史文化名城博览会，于2010年10月20日在扬子江大道1号“郑和宝船厂”举行，主题为“文化，让城市更精彩”。包括法国巴黎、意大利罗马、德国哥廷根、希腊奥林匹亚、澳大利亚珀斯、日本名古屋，还有比利时、瑞典、瑞士等国家的49個城市參加。期间有法国时尚展、俄罗斯卫国战争展，乌克兰油画展，国际青年艺术电影高峰会，中外诗会，秦淮河塞纳河文化对话，国际音乐节等国际性交流活动。本届名城会按内容划分为五洲风采、情系青奥、华夏神韵、锦绣江南、文创南京、狂欢金陵等6个板块共100多项活动，首次發布了名城會吉祥物，吉祥物由3個具有南京特色的「中國娃娃」——「明明」、「誠誠」、「卉卉」組成，3個「娃娃」的名字連在一起即為「名城會」的諧音。。

### 第五届
第五届世界历史文化名城博览会，于2012年9月5日在南京玄武湖莲花广场举行，主题为“创意，让城市绽放青春”，本屆名城會以「創新、創意、創業、創優」為關鍵詞。啟動儀式後上演了大型文藝表演《光影夢幻秀·名城之光》。参会国内外城市共计54个，其中国外城市有22个，国内城市32个。。

### 第六届
第六届世界历史文化名城博览会，于2014年9月26日在南京举行，主题为“保护文化遗产，推动城市可持续发展” 。51个国家和地区的200多个国内外城市市长受邀参会。会议期间举办了“城市文化遗产保护和可持续发展论坛”。论坛由“发展的复杂性与遗产保护挑战”、“遗产保护与城市化进程”、“文化遗产：经济社会发展的动力”、“建立新型的遗产保护与可持续发展联盟”4个分议题组成。同时荆州市代表与来自中国南京、西安及印度阿格拉、韩国大田、西班牙托莱多等12个国家的21位市长、市长代表共同签署《城市文化遗产保护和可持续发展南京宣言》，倡议建立“世界遗产城市联盟” 。

### 第七届
第七届世界历史文化名城博览会，于2016年10月23日在南京中华门瓮城举行，主题为“多元·开放·创造”。本届名城会是自2004年举办以来，参与主办机构最多、与会嘉宾人数最多的一届名城会。法国巴黎、美国洛杉矶、希腊斯巴达、俄罗斯雅罗斯拉夫尔、英国约克、波兰克拉科夫、马来西亚马六甲、南非布隆方丹、赞比亚卢萨卡、澳大利亚珀斯等參加。期间还举办了由中国人民对外友好协会主办，南京市外办、南京大学共同承办的文化传承和创新国际论坛，邀请国内外各界嘉宾以“文化遗产保护和创新”为主题进行研讨交流。发布会上，名城会LOGO的設計者国际著名平面设计大师、荷兰艾因霍芬设计学院院长托马斯先生，通过视频连线的方式介绍名城会LOGO。名城会的标志色彩取自这七种代表南京城市的颜色，同时通过与云锦女织工的交流，确定了创意设计方向——“一件云锦嫁衣”。 

### 第八届
第八届世界历史文化名城博览会，于2018年5月25日在南京江苏大剧院举行，主题为“互鉴·分享·共赢”。本届名城会以“博物博览”、“文学出版”、“非遗创新”、“城市遗产”四个板块活动为主体，同步开展了主题论坛、文化展览、文艺演出、文体赛事等近百场活动。来自世界68个国家和地区的400余名嘉宾參加。